# Worcester (Massachusetts)
Worcester je správní město Worcester County v americkém státě Massachusetts. V roce 2010 v něm žilo 181 045 obyvatel, což z něj činilo druhé největší město v Massachusetts a také v Nové Anglii po Bostonu. Město leží ve vzdálenosti 80 km východně od Springfieldu, 64 km severně od Providence a 64 km západně od Bostonu, v 21. století je součástí velkého Bostonu. Město se proslavilo několika vynikajícími univerzitami i jako sídlo American Antiquarian Society (Americká společnost přátel starožitností).

## Dějiny
První Evropané místo osídlili v roce 1673, v následujících letech je ale několikrát zničili Indiáni a teprve v letech 1713 a 1722 bylo město definitivně založeno. Jméno má  podle anglického města Worcester. Za americké revoluce bylo jedním z ohnisek boje za samostatnost, v němž hrál významnou úlohu novinář Isaiah Thomas, který pak v roce 1812 také založil American Antiquarian Society pro studium starších amerických dějin. 1835 spojila železnice město s Bostonem, což spolu s otevřením Blackstonova kanálu silně podpořilo růst průmyslu i příliv evropských imigrantů. Průmysl ve Worcestru začínal jako textilní a obuvnický, největšími závody však byly strojírenské a ve městě vznikl největší závod na výrobu drátů. Po druhé světové válce se průmysl odstěhoval a počet obyvatel výrazně poklesl. 9. června 1953 postihlo město ničivé tornádo, které zabilo 94 lidí. Teprve koncem 20. století se ve Worcestru usídlila řada hi-tech společností a významných vysokých škol. Lékařská fakulta University of Massachusetts se stala střediskem lékařského a biotechnologického výzkumu a řada dalších škol přitahovala studenty, zejména College of the Holy Cross, Worcester Polytechnic Institute a humanitní výzkumná Clarkova univerzita.

## Osobnosti
- Robert Goddard (1882–1945), americký inženýr, vynálezce a jeden ze zakladatelů raketové techniky
- Ronald Dworkin (1931–2013), filosof a teoretik práva
- Abbie Hoffman (1936–1989), americký politický aktivista, člen tzv. Chicagské osmičky